# Moyuela
Moyuela es un municipio de España, en la provincia de Zaragoza, en la comunidad autónoma de Aragón. Por su casco urbano discurre el Río Moyuela.
Es un pueblo tranquilo situado a unos 75 km de Zaragoza, y se enmarca dentro de la comarca Campo de Belchite. La situación geográfica en la que se encuentra el pueblo hace que el terreno sea un poco árido por lo que predomina el cultivo de secano, sobre todo de la vid y el cereal.
La actividad laboral que predomina en este municipio es la agricultura y la ganadería, ambas también practicadas en toda la comarca.
Actualmente viven pocos vecinos en Moyuela, pero en fechas de las fiestas patronales (en el mes de agosto) el pueblo se llena de gente y de un ambiente agradable para todos.

## Historia
El nombre del pueblo proviene del árabe por lo que nos llevaría al siglo VIII, se cree que Moyuela puedo ser un asentamiento de defensa.
Aunque pensemos que el origen de este pueblo sea árabe se han encontrado en alrededores de Moyuela restos de dos poblados ibero-romanos, situados en lo que actualmente se le llama Arbir y la Malena. Estos dos poblados no han sido suficientemente estudiados, pero se cree que uno de ellos subsistió hasta la Alta Edad Media y se llamaba Bernama, por donde pasaba una vía romana.
En el siglo XI pasa a estar en manos cristianas y fue en ese momento cuando aparece el primer documento donde figura el nombre de Moyuela.
Cabe destacar que el ilustre Pedro Apaolaza Ramírez (Arzobispo de Zaragoza) nació en Moyuela y fue el autor de la ampliación de una de las iglesias del municipio, donde ahora sus restos descansan en un sepulcro.

## Demografía
Moyuela cuenta con una población de 227 habitantes (INE 2024).
| Gráfica de evolución demográfica de Moyuela entre 1842 y 2021                                                       |
| |
| Población de derecho según los censos de población del INE Población de hecho según los censos de población del INE |

Como en todos medios rurales la población va decreciendo a lo largo de los años por diversos factores.
En Moyuela se puede observar que desde 1991 ha ido descendiendo considerablemente hasta llegar a los 280 habitantes en 2015.

## Administración y política
| Período   | Alcalde                      | Partido |  |
| --------- | ---------------------------- | ------- |  |
| 1979-1983 | Formerio Simón Lou           | PAR     |  |
| 1983-1987 | Santos Pina Tirado           | PAR     |  |
| 1987-1991 | Santos Pina Tirado           | PAR     |  |
| 1991-1995 | Santos Pina Tirado           | PAR     |  |
| 1995-1999 |                              |         |  |
| 1999-2003 |                              |         |  |
| 2003-2007 |                              | PAR     |  |
| 2007-2011 | Manuel Lázaro Dueso          | PAR     |  |
| 2011-2015 | José Antonio Crespo Martínez | PSOE    |  |
| 2015-2019 | José Antonio Crespo Martínez | PSOE    |  |

| Partido político    | Partido político                                   | 2003   | 2007   | 2011   | 2015   |
| Partido político    | Partido político                                   | Ediles | Ediles | Ediles | Ediles |
|                     | Partido de los Socialistas de Aragón (PSOE-Aragón) | 2      | 3      | 4      | 4      |
|                     | Partido Popular de Aragón (PP)                     | 0      | 0      | 2      | 3      |
|                     | Partido Aragonés (PAR)                             | 5      | 4      | 1      | —      |
| Total de concejales | Total de concejales                                | 7      | 7      | 7      | 7      |

## Patrimonio

### Iglesias
- Nuestra Señora de la Piedad donde se celebran misas cuya torre, de estilo mudéjar, fue declarada Bien de Interés Cultural por el Gobierno de Aragón en 2001.

- San Clemente (patrón del pueblo).

### Ermitas
- Ermita de San Jorge que antiguamente era un castillo pero quedó derruido y se levantó una ermita en su lugar.

- Ermita de Santa María de Allende de estilo románico.

- Ermita de la Malena situada en uno de los poblados romanos.

### Nevería
Dentro del pueblo podemos encontrar la nevería que tenía como utilidad guardar el hielo entre capas de paja (actuaban como aislante térmico) para utilizarlo durante el año. 

### Cuevas de Valtierra
Se pueden ver las cuevas de Valtierra que fueron las casas de los primeros habitantes del pueblo, actualmente están en mal estado de conservación.

### Lavadero
Se puede ver el lavadero público que hoy en día se sigue utilizando para lavar prendas de vestir.